# Nancy Kyes
Nancy Kyes, nota anche con lo pseudonimo di Nancy Loomis (Falls Church, 19 dicembre 1949), è un'attrice statunitense.

## Biografia
Ha frequentato il liceo a Riverside, California, dopodiché ha studiato recitazione a Chicago nell'Illinois all'Università Northwestern. In campo cinematografico ha lavorato più volte con il regista John Carpenter e l'attrice Jamie Lee Curtis. Ha interpretato due ruoli diversi nella saga di Halloween (Annie Brackett in Halloween - La notte delle streghe e Linda Challis in Halloween III - Il signore della notte). Per quanto riguarda la televisione ha preso parte ad alcuni film per la TV ed ha recitato in un episodio di Ai confini della realtà.

## Filmografia
- Distretto 13 - Le brigate della morte (Assault on Precinct 13), regia di John Carpenter (1976)
- Gli zingari del mare (The Sea Gypsies), regia di Stewart Raffill (1978)
- Halloween - La notte delle streghe (Halloween), regia di John Carpenter (1978)
- Fog (The Fog), regia di John Carpenter (1980)
- Il signore della morte (Halloween II), regia di Rick Rosenthal (1981)
- Halloween III - Il signore della notte (Halloween III - Season of the Witch), regia di Tommy Lee Wallace (1982)
- Ai confini della realtà (The Twilight Zone) – serie TV, episodio 1x09 (1985)